# Logistema
Logistema é uma empresa de consultoria portuguesa logística, fundada em Lisboa em 1993, que desenvolve estratégias e soluções logísticas avançadas, nomeadamente, a implementação logística a nível estratégico e operacional (Net Centro, 2006). Caracteriza-se por oferecer aos seus clientes serviços de estratégia, engenharia, sistemas e operações, isto é, todo um planeamento estratégico e desenho de cadeias logísticas além de projectos de engenharia e arquitectura logísticas (Logistema, 2007).
Possui uma política da qualidade que serve de base aos seus objectivos da qualidade, o que permitiu a esta empresa obter desde Outubro de 2001 um sistema de gestão da qualidade certificado, segundo a NP EN ISO 9001:2000, mesmo possuindo um número de colaboradores de apenas 15 pessoas (Net Centro, 2006).
A experiência desta empresa portuguesa, cujo volume de negócios é na escala do milhão de euros, aliada a um conhecimento superior, faz com que a Logistema esteja numa posição privilegiada para aconselhar, implementar e gerir parcerias logísticas (Logistema, 2007).

## Serviços
A Logistema tem ao dispor dos seus clientes quatro serviços: Estratégia, Engenharia, Sistemas e Operações.

### Estratégia
Na Logistema, a equipa de planeamento estratégico desenvolve estratégias que abrangem toda a cadeia de abastecimento, desde a fonte até ao ponto de consumo (Estratégia, 2007):
- planeamento estratégico;

- gestão da mudança;

- análises de mercado;

- soluções de distribuição;

- desenho de cadeias logísticas;

- simulação de soluções logísticas;

- planeamento de operações;

- desenvolvimento de sistemas colaborativos;

- análise de desempenho de cadeias logísticas; e também

- desenho de infra-estruturas e redes logísticas.

Estas estratégicas, permitem analisar custos e níveis de serviço de modo a rentabilizá-los, para que as exigências dos seus clientes sejam cumpridas.

### Engenharia
Quando uma empresa está depende da movimentação de produtos em fábricas, centros de distribuição ou plataformas logísticas, a Logistema tem ao seu dispor um serviço de engenharia logística.
A equipa de engenharia logística, actua na redução dos tempos de resposta das empresas, permitem à empresa sua cliente, se esse for o seu desejo, o aumento do número de encomendas a expedir ou a maior diversidade de produtos (Engenharia, 2007).
Fazem parte da área de actuação desta equipa:
- a arquitectura e engenharia;

- a gestão e fiscalização de obra;

- a elaboração de caderno de encargos;

- a especificação de equipamentos;

- os estudos de implementação;

- a selecção de fornecedores;

- os estudos de optimização de espaço; além de

- projectos de reconversão.

### Sistemas
No que diz respeito à equipa responsável pelos sistemas de informação na Logistema, esta desenha a arquitectura dos sistemas necessários ao controlo e gestão das actividades logísticas das empresas suas clientes, para que estas possam comandar e controlar os fluxos físicos (Sistemas, 2007).
Os sistemas utlizados são:
- sistemas de gestão de armazém - WarePack Pro;

- sistemas de gestão de frota e transportes - TransPack Pro;

- sistemas de planeamento e optimização de rotas - Toursolver para Mappoint;

- sistemas de planeamento colaborativo - Logility Value Solutions;

- sistemas de identificação automática;

- integração em plataformas de comércio electrónico;

### Operações
Finalmente, a equipa de operações da Logistema actua no sentido de ajudar os trabalhadores, através de formações, a compreender melhor a sua responsabilidade, motivando-os para que haja uma melhoria contínua dos processos nas empresas suas clientes, nomeadamente na(Operações, 2007):
- asssistência directa à gestão de operações;

- implementação de programas de produtividade;

- dinamização de processos de melhoria contínua;

- avaliação de desempenho;

- formação e treino de pessoas e de equipas; e finalmente

- selecção e recrutamento.

## Parcerias
A Logistema, estabelece parceria com a Logility, Inc., empresa líder em soluções informáticas globais para logística, nomeadamente a nível de planeamento e de controlo na cadeia de valor. Além disso, no ano de 2006, adicionou aos seus produtos o Toursolver para Mappoint (Logistema, 2007).